# Paul Peuerl
Paul (Paulus) Peuerl (Stuttgart, gedoopt op 13 juni 1570 – Steyr, na 1625) was een Duits-Oostenrijks componist, organist en orgelbouwer. Naast de schrijfwijze Peuerl treft men ook Bäurl, Beurlin, Beuerlin, Bäwerl, Peyerl en Agricola aan. Hij was de zoon van het echtpaar Hans Beurlin uit Entringen en Catharina geboren Ochs.

## Levensloop
Peuerl was vanaf november 1601 tot 1609 organist in Horn (Neder-Oostenrijk). Vervolgens werkte hij van herfst 1609 tot 1624 aan de evangelische schoolkerk in Steyr in Opper-Oostenrijk. In Steyr werkte hij eveneens als orgelbouwer. Hij bouwde orgels onder andere in Steyr, Horn, Enns en Wilhering.
In de geschiedenis van de muziek neemt hij een geachte plaats als vroege meester van de variatie-suite in. Van hem zijn ook de eerste publicaties van niet Italiaanse triosonates, die twee melodiestemmen van een generaal-bas begeleid eisen.

## Composities
- 1611 Newe Padouan, Intrada, Däntz und Galliarda
- 1613 Weltspiegel
  1. O Musica du edle Kunst
  2. Reichlich das glück kombt alle tag
  3. Fröhlich zu seyn
  4. Frisch auff und last uns singen
  5. Pracht Hochfart Reichthumb Golt und Gelt
  6. Man sagt in einem sprichwort frey
  7. Bewahr dein Hertz
  8. Canzon
  9. Canzon
- 1620 Ettliche lustige Padovanen ...
- 1625 Gantz Neue Padouanen
- 40 Tänze und 2 Canzonen